# بيترا دي جيورجي (بافيا)
بيترا دي جيورجي (بالإيطالية: Pietra de' Giorgi)‏ هي بلدة تقع في مقاطعة بافيا بإقليم لومبارديا في شمال إيطاليا. تبلغ مساحة هذه المدينة 11 (كم²)، وترتفع عن سطح البحر 311 م، بلغ عدد سكانها 857 نسمة في عام 2004 حسب إحصاء المعهد الوطني للإحصاء.

## السكان
في سنة 1861 بلغ عدد السكان 1٬671 نسمة، وتطور العدد ليصل في سنة 2011 لـ 915 نسمة.
يظهر هذا المخطط البياني تطور النمو السكاني لـ بيترا دي جيورجي (بافيا)